# Stūpa

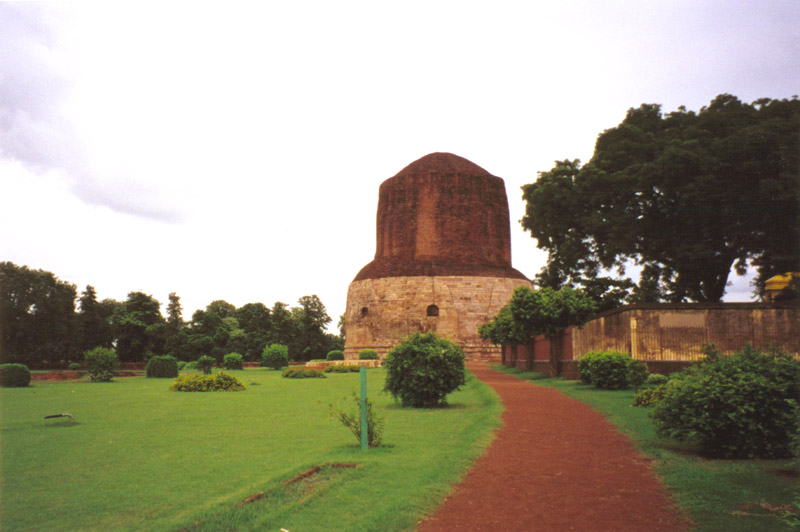
Le stūpa Dhāmek de Sārnāth, en Inde.

Un stūpa ou stupa, ou stoupa (sanskrit : स्तूप ; translit. IAST : stūpa, signifiant « sommet », « tas » ou « mont » et décrivant un tumulus servant de reliquaire, ou « reliquaire » ; birman : zedi) est une structure architecturale bouddhiste et jaïne que l'on trouve dans le sous-continent indien, dont il est originaire, mais aussi dans le reste de l'Asie, où il a suivi l'expansion du bouddhisme. C'est à la fois une représentation aniconique du Bouddha et un monument commémorant sa mort ou parinirvana.
Selon l'indianiste André Bareau : « Il faut bien distinguer entre un stûpa, tumulus de terre, de briques ou de pierres, de forme hémisphérique, construit pour contenir des reliques corporelles du Buddha ou d'un de ses saints disciples, et un caitya, qui est seulement un monument commémoratif, vide de reliques et dont l'aspect n'est jamais précisé dans les textes antiques. Le mot caitya, que l'on rattache traditionnellement à la racine CI, « entasser », ce qui en ferait un synonyme de stûpa, d'où la confusion entre les deux termes et ce qu'ils désignent, est bien plutôt senti, dans les ouvrages canoniques, comme dérivant de la racine CIT, “penser”. En effet, le caitya est défini dans ces textes comme étant un objet destiné à rappeler à la mémoire (anu-SMR) des fidèles qui le voient un événement important de la vie du Buddha. »

## Origine
Le stūpa trouve son origine dans le tumulus et ne consiste, à ses débuts, qu'en un mausolée, empilement de briques ou de pierres au cœur duquel est enfermée une relique du Bouddha. En effet, d'après la tradition, après la crémation du Bouddha, ses reliques sont partagées en huit parties qui sont distribuées aux huit rois venus lui rendre hommage à cette occasion : Ajatashatru, le roi du Magadha, au Licchavî de Vaishālî, aux Shakya de Kapilavastu, aux Buli d'Allakappa, aux Koliya de Ramagama, au brahmane de Vethadipa, aux Malla (en) de Pāpā (en) (Pāvā en pāli) et aux Malla de Kusinâgar. Ce sont ces reliques qui vont être enchâssées dans les premiers stūpas.
Cependant, tous les stūpas ne contiennent pas de reliques. On classe généralement les stūpas en trois catégories suivant leur nature :
- les dhātu-chaitya qui abritent des reliques ;
- les paribhoga-chaitya qui contiennent des objets ayant appartenu au Bouddha ;
- les dharma-chaitya qui exposent la doctrine bouddhique.

De la même façon, toutes les reliques ne sont pas enfouies dans un stûpa. Un contre-exemple notable est la fameuse dent de Bouddha, une canine supposée restée intacte dans le bûcher de sa crémation, qui après être restée en Orissā, à Dantapura, peut-être l'actuelle Purî, fut envoyée à Ceylan par Ashoka, où elle légitimait le pouvoir des rois cinghalais. Elle connut ensuite de nombreuses aventures — transfert en Birmanie durant la période de la colonisation portugaise de l'île, deux destructions par martelage et crémation, dont l'une à Goa d'une réplique par l'Inquisition — et se trouve actuellement dans le Dālada Maligawa, le Temple de la Dent à Kandy, qui n'est pas à proprement parler un stûpa.
Les images qui entourent le stupa exposent (en particulier au Gandhara, avant leur dispersion) la doctrine sous forme d'une frise en bas-relief située à la base du stupa, elles accompagnent la circumambulation (parikrama) des croyants, étant ordonnées dans le sens des aiguilles d'une montre.

## Évolution et propagation

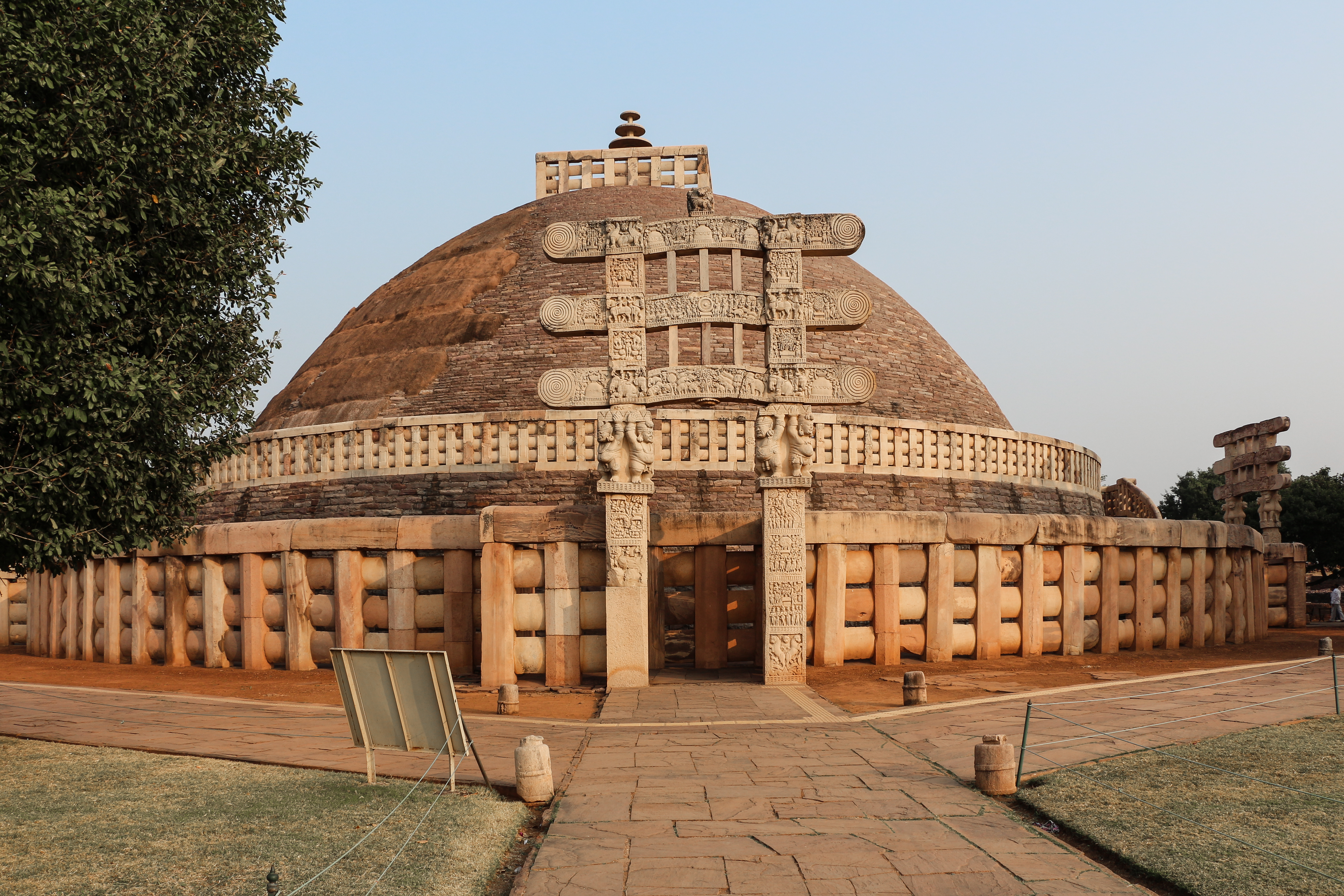
Le Grand Stûpa de Sânchî.

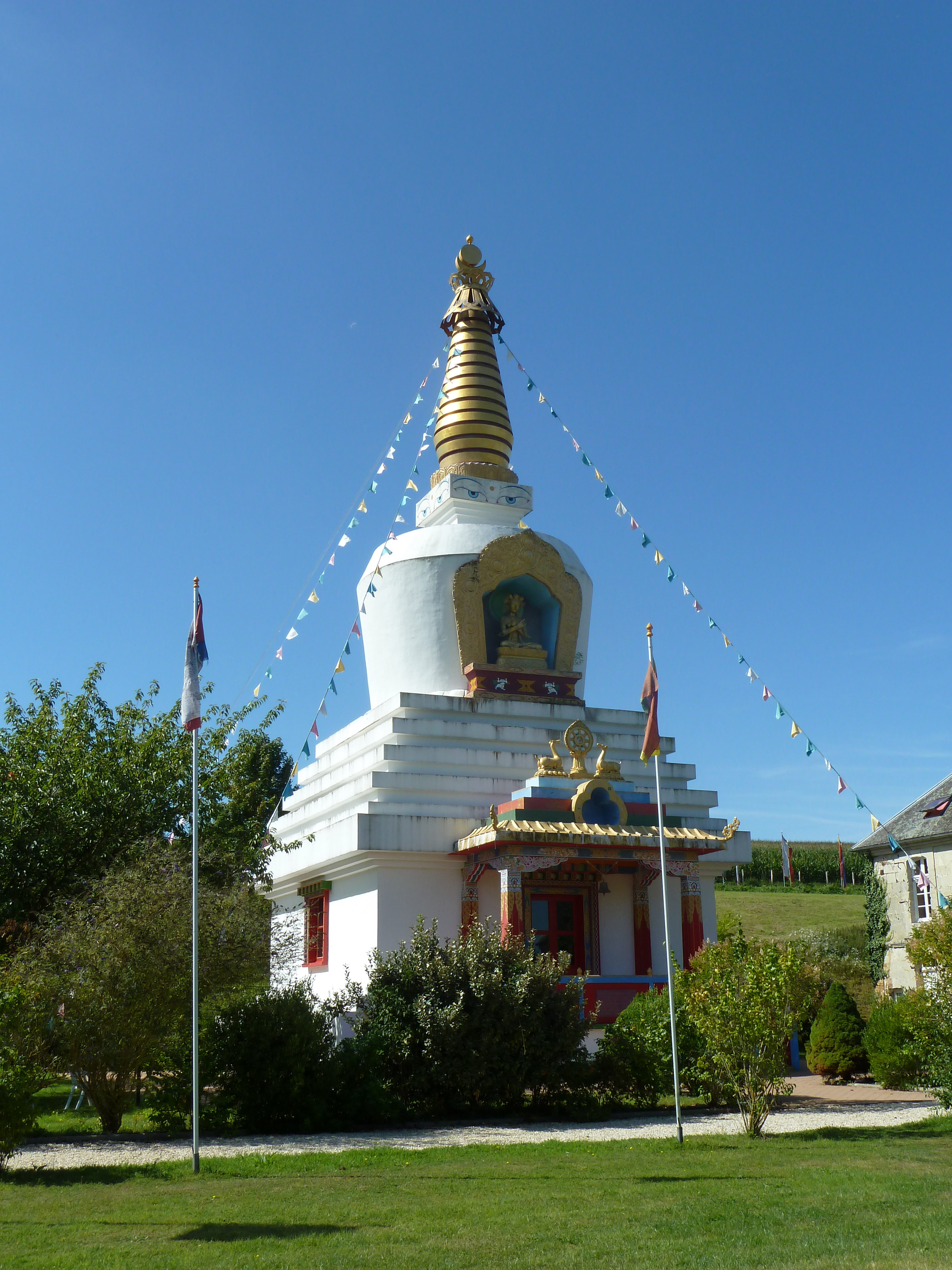
Chörten de Vajradhara-Ling.

La structure principale, l'anda, qui représente le bol à aumône retourné, évolue plus tard en une demi-sphère, parfois avec une base cylindrique comme à Sârnâth, par exemple.
L'anda repose le plus souvent sur un piédestal carré, un groupe de trois marches symbolisant la robe de moine repliée.
Le stūpa comporte parfois un ou plusieurs portails d'accès ou torana, une vedikā ou clôture autour du monument délimitant le pradakshinapatha, un chemin circumambulatoire autour de l'anda qui se parcourt dans le sens dextrogyre.
Au sommet de la structure, on trouve une harmikā, sorte de plate-forme entourée d'une balustrade, d'où émerge un mât, le stambha qui porte le chattra, un certain nombre d'ombrelles de tailles décroissantes formant un cône.
Ils connaissent souvent des remaniements, en particulier la pose d'un acchadya — ou couverture — destiné à augmenter leurs dimensions afin de les rendre plus majestueux.
L'empereur Ashoka qui régna dans le nord de l'Inde au IIIe siècle av. J.-C., est considéré comme le grand propagateur de ce type de construction. La tradition le crédite de 84 000 stûpas, mais il s'agit plus d'un nombre plus symbolique que réel. En effet, selon le sutra Mahaparinibbana Sutta, les cendres du Shakyamuni, le Siddhartha Bouddha historique, sont réparties en huit tas égaux et ramenées par ces huit seigneurs dans leurs royaumes où ils font construire huit stūpas pour abriter ces reliques. Aucun vestige ne subsiste de ces huit reliquaires probablement construits en argile crue, bien que celui de Piprâwâ revendique posséder la part des reliques du Bouddha qui, dans le premier partage, est attribuée au clan des Shakya dont il est issu. Une légende ultérieure veut qu'Ashoka retrouve ces stūpas et répartit les cendres dans 84 000 reliquaires, les seuls stūpas datant de l'époque de cet empereur étant ceux de Sanchi et de Bharhut.
La forme du stūpa connaît une forte variation lors de sa dissémination dans le continent asiatique, chaque région développant son style propre. Ainsi, au Tibet et dans ses anciens satellites culturels que sont le Bhoutan et le Sikkim, il devient un chörten, avec sa forme caractéristique de bulbe, tandis qu'à l'inverse, en Birmanie et en Asie du Sud-Est, il adopte une forme typique de cloche.

## Lesstūpascélèbres

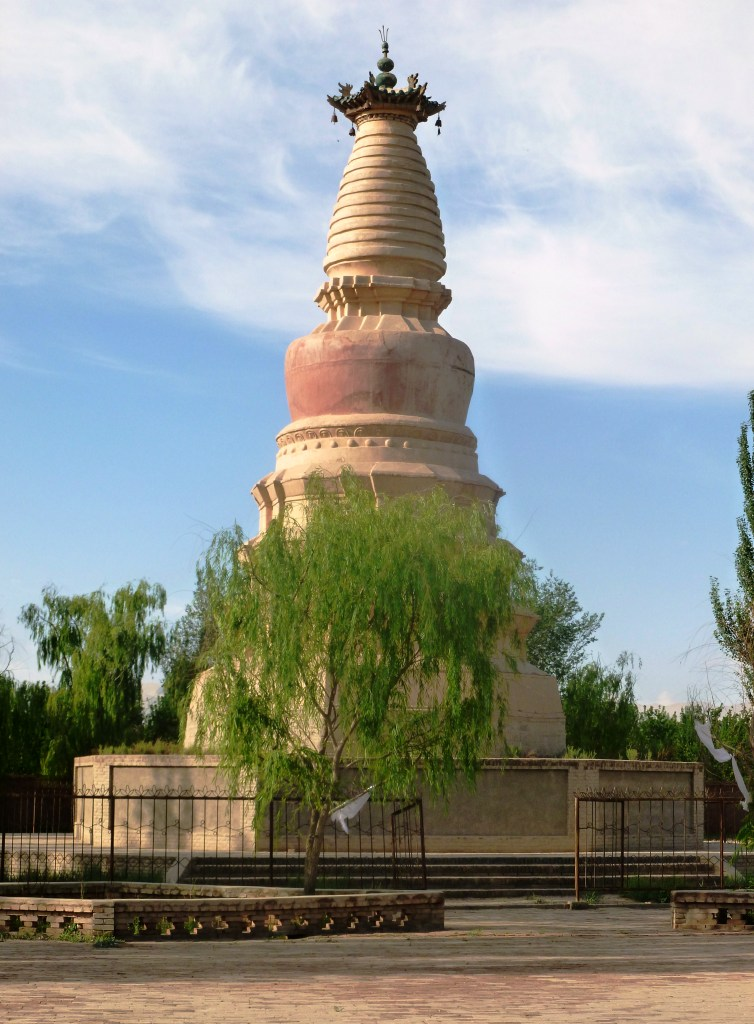
Stūpa de la Pagode du cheval blanc, à Dunhuang (Chine).

- Les stūpas Sânchî, en Inde, dont le plus grand date probablement du règne d'Ashoka, et qui a connu divers remaniements dont le dernier daterait du Ier siècle.
- Le stūpa du temple de Borobudur, construit au IXe siècle dans le centre de l'île de Java en Indonésie.
- Le stūpa de Bodnath à Katmandou du XIVe siècle.
- les quatre stūpas d'Aśoka, à Patan (Népal).
- Le stūpa (chedi) Phra Pathom Chedi à Nakhon Pathom en Thaïlande, le plus haut du monde, avec ses 127 mètres.
- Le stūpa de la pagode Shwedagon à Rangoon (Birmanie) avec l'or et les pierreries qui le recouvrent.
- Le Pha That Luang, stūpa de style laotien, monument national à Vientiane (Laos).
- Le stūpa d'Amarāvatī, datant du IIIe siècle av. J.-C. environ, construit dans le village d'Amaravati, district de Guntur, Andhra Pradesh en Inde.

Alors que le bouddhisme se répand en Asie, le stūpa se transforme aussi en pagode, un véritable bâtiment dans lequel on peut pénétrer. Les pagodes reprennent souvent les cinq niveaux du stūpa, en particulier au Japon.

## Lesstūpasjaïna
Comme les bouddhistes, les jaïns ont aussi érigé des stūpas en l'honneur de leurs saints, avec leurs accessoires de clôtures, de portes décorées d'ombrelles en pierre, de piliers finement sculptés et d'abondantes statues. Des restes anciens de stūpas ont été découverts dans le tertre de Kankâlî, près de Mathura, dans l'Uttar Pradesh. On pense qu'ils remontent au Ier siècle avant notre ère.

## Propagation et évolution dustūpa

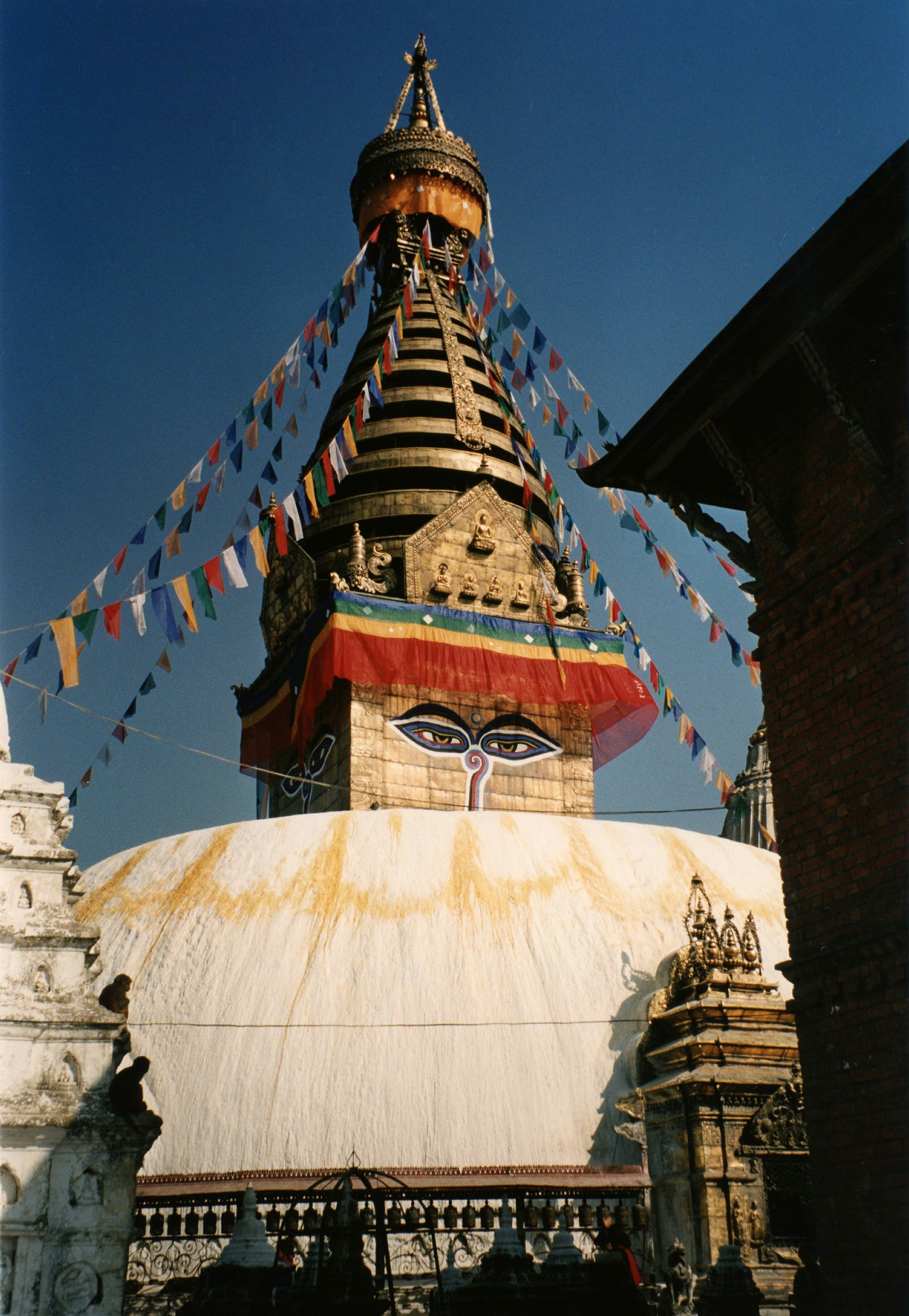
Le Stûpa de Swayambhunath au Népal.
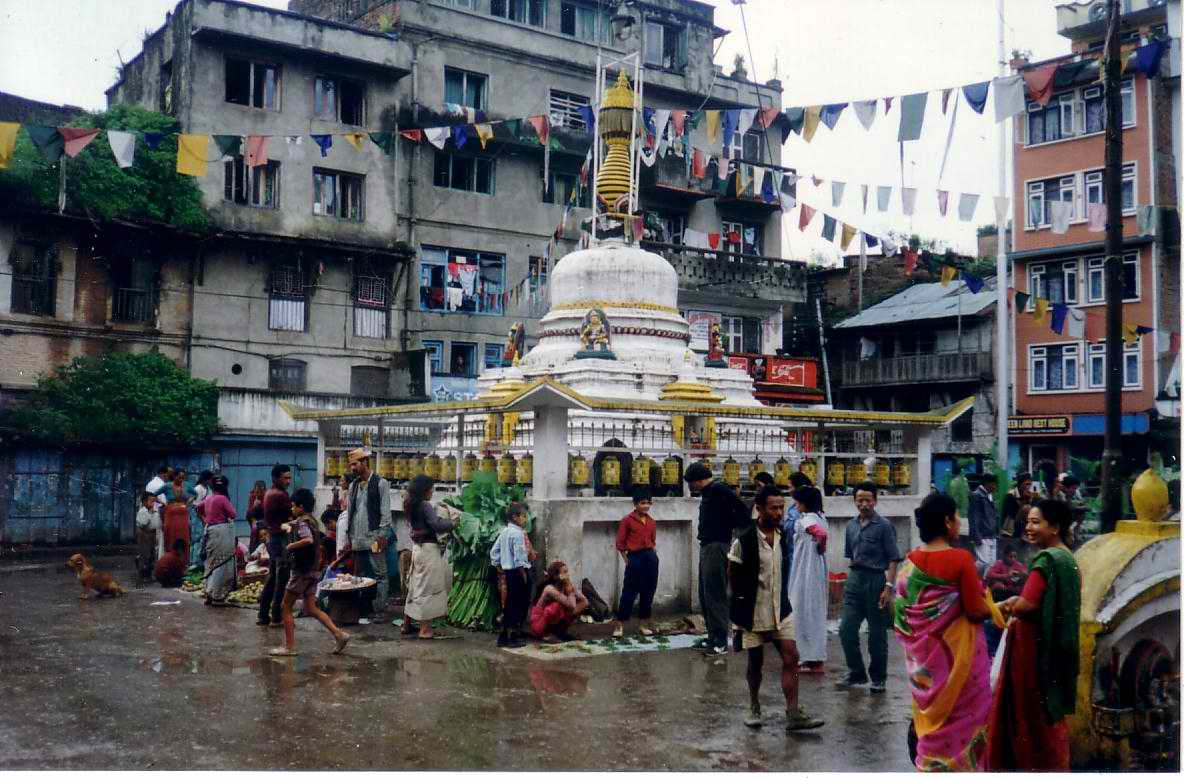
Un stûpa sur une place de Katmandou.
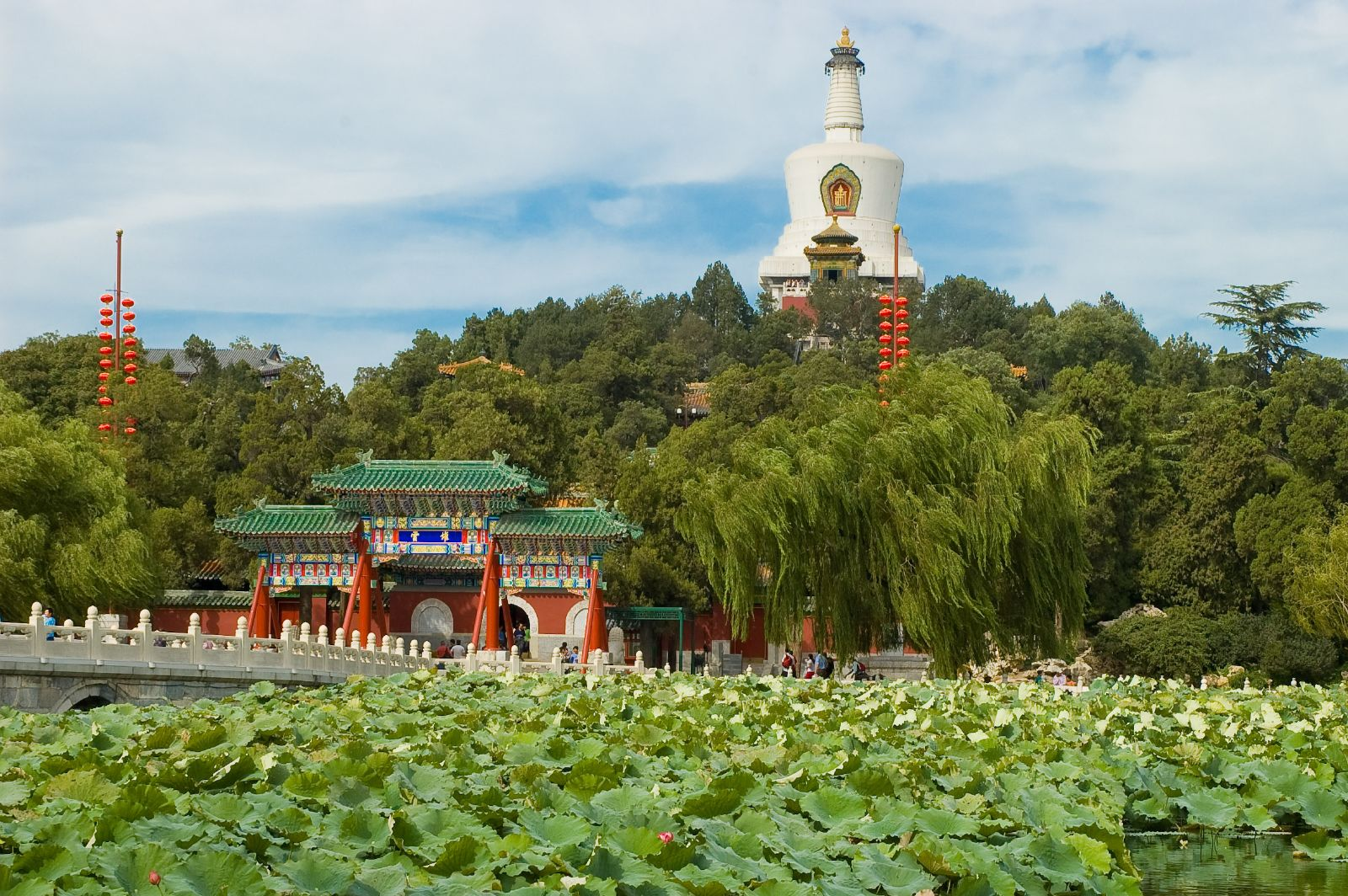
La Baita (chörten), du parc Beihai, à Pékin.
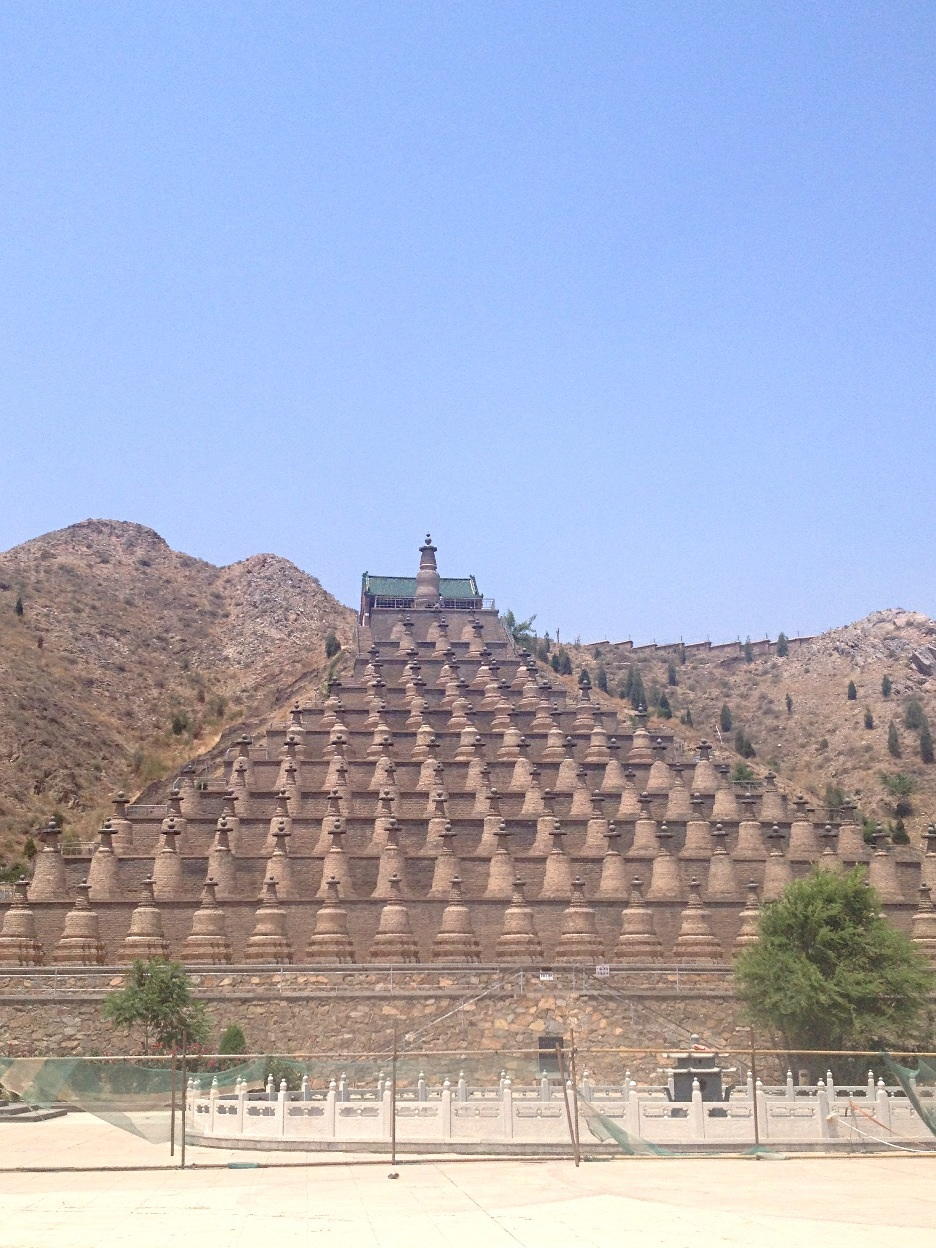
108 stūpa à Qingtongxia, dans le Ningxia, en Chine
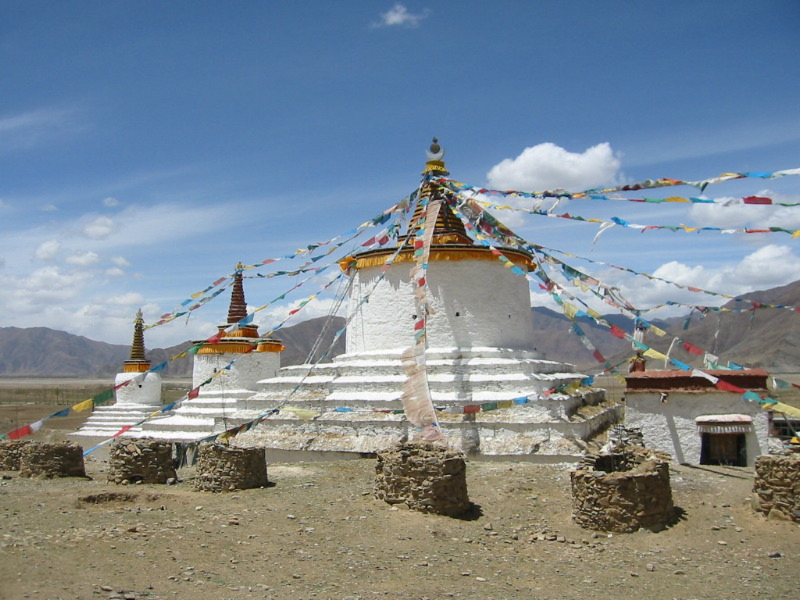
Un chorten au Tibet.
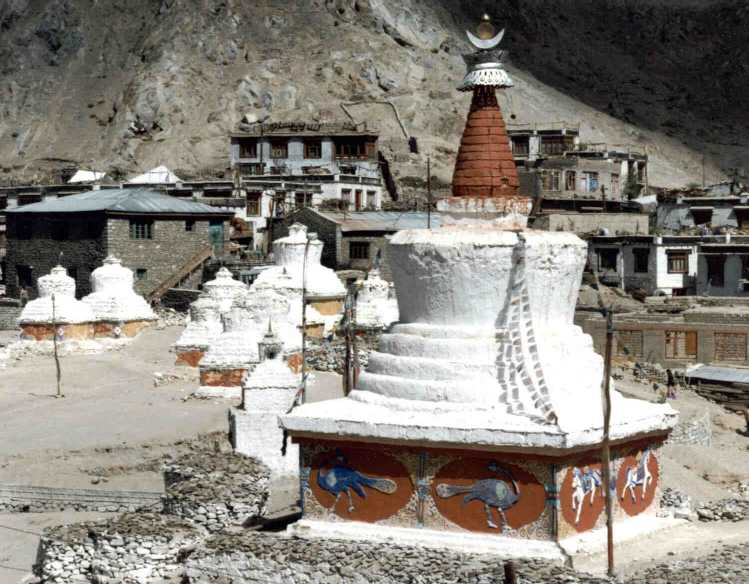
Un chörten au Ladakh.
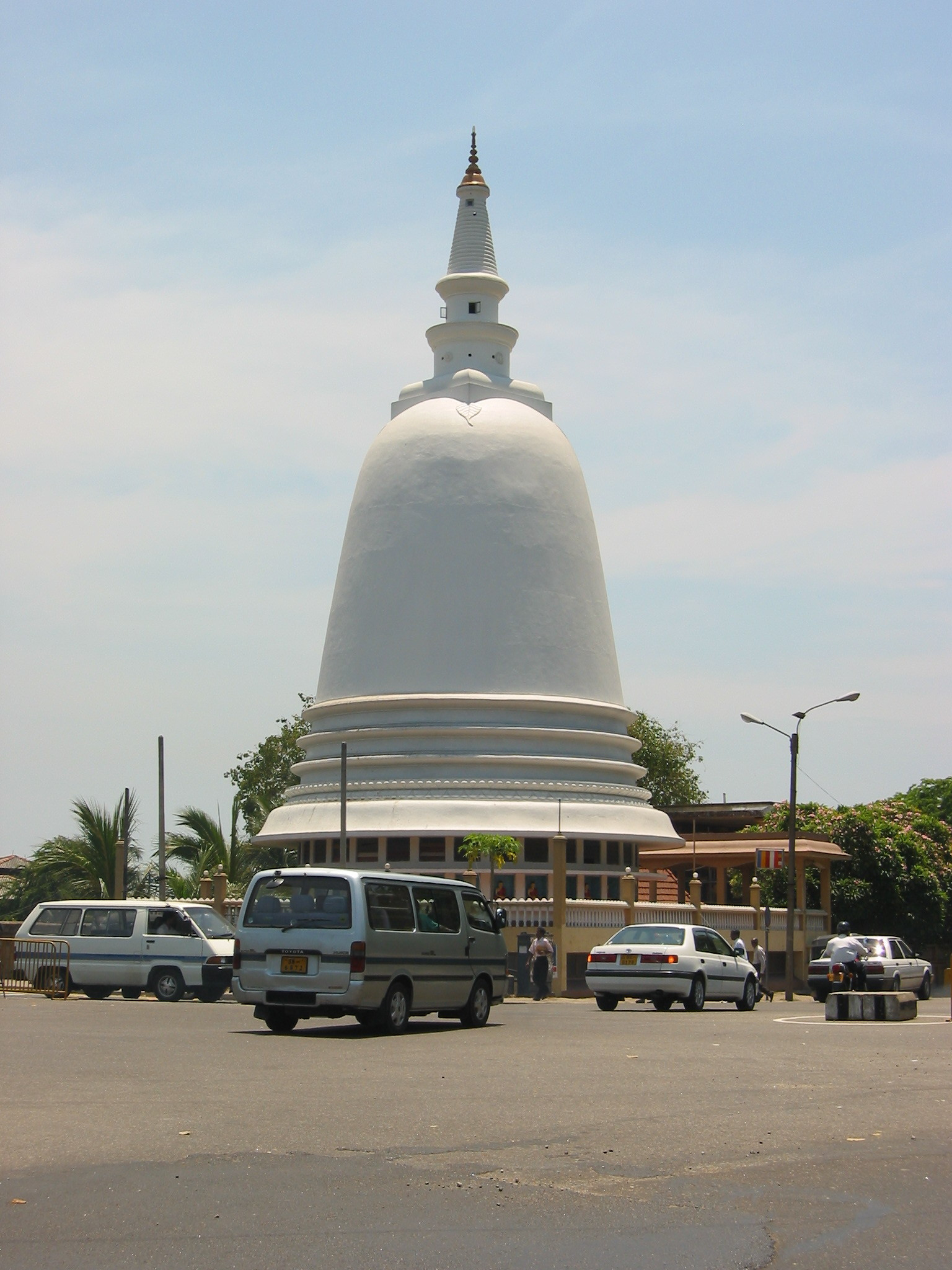
Un dagoba au Sri Lanka.
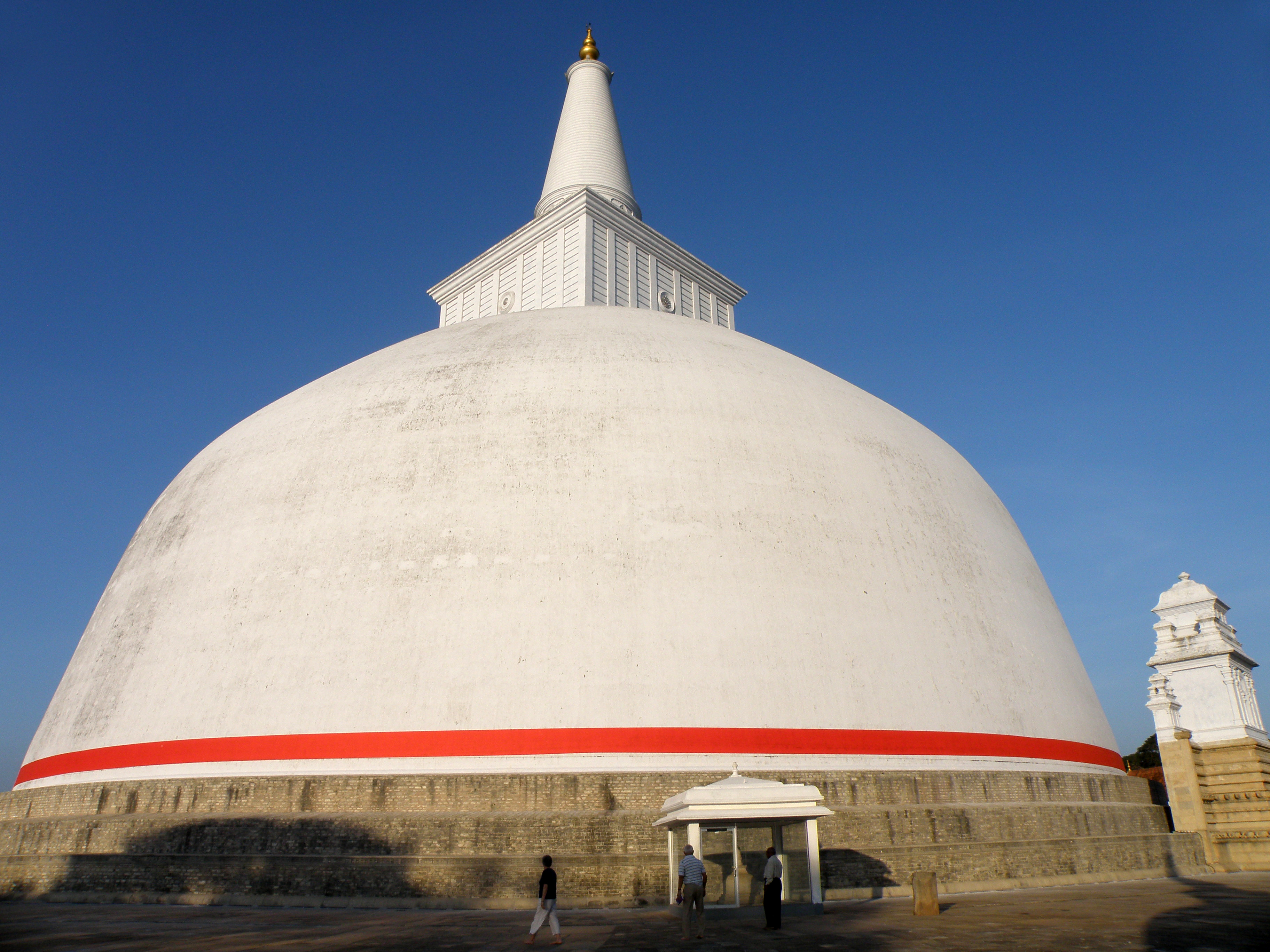
Le Ruwanwelisaya d'Anuradhapura (Sri Lanka) culmine à 90 m.
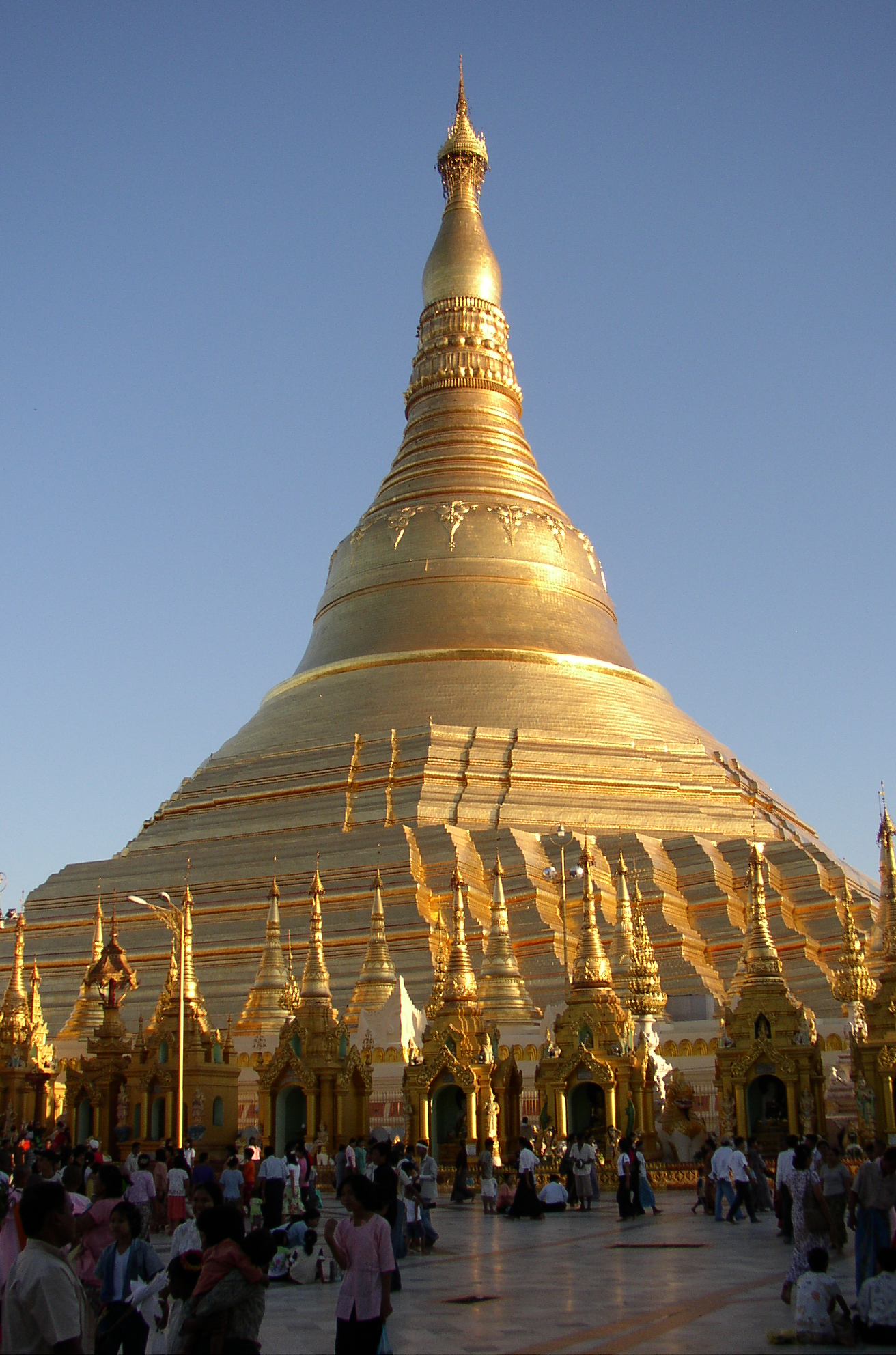
La pagode Shwedagon à Rangoun.
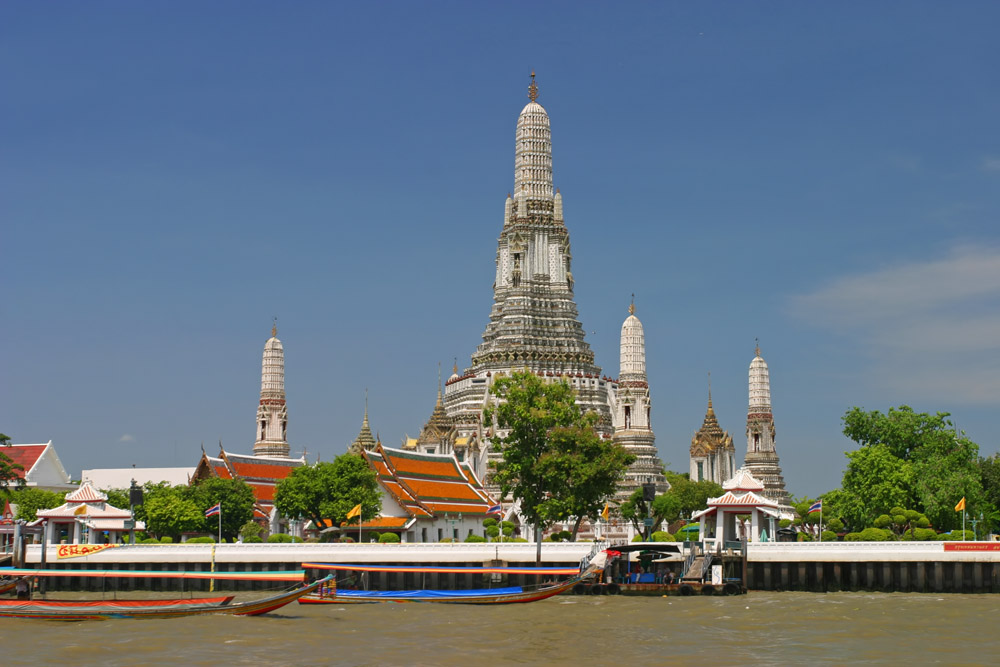
Le Wat Arun à Bangkok.
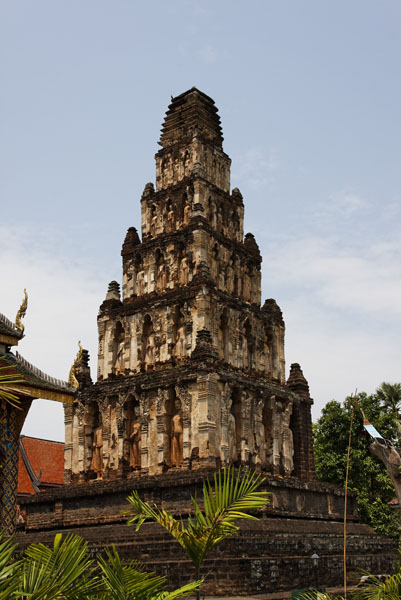
Stupa du Wat Kukut de Lamphun (Thaïlande) - art de Dvaravati.
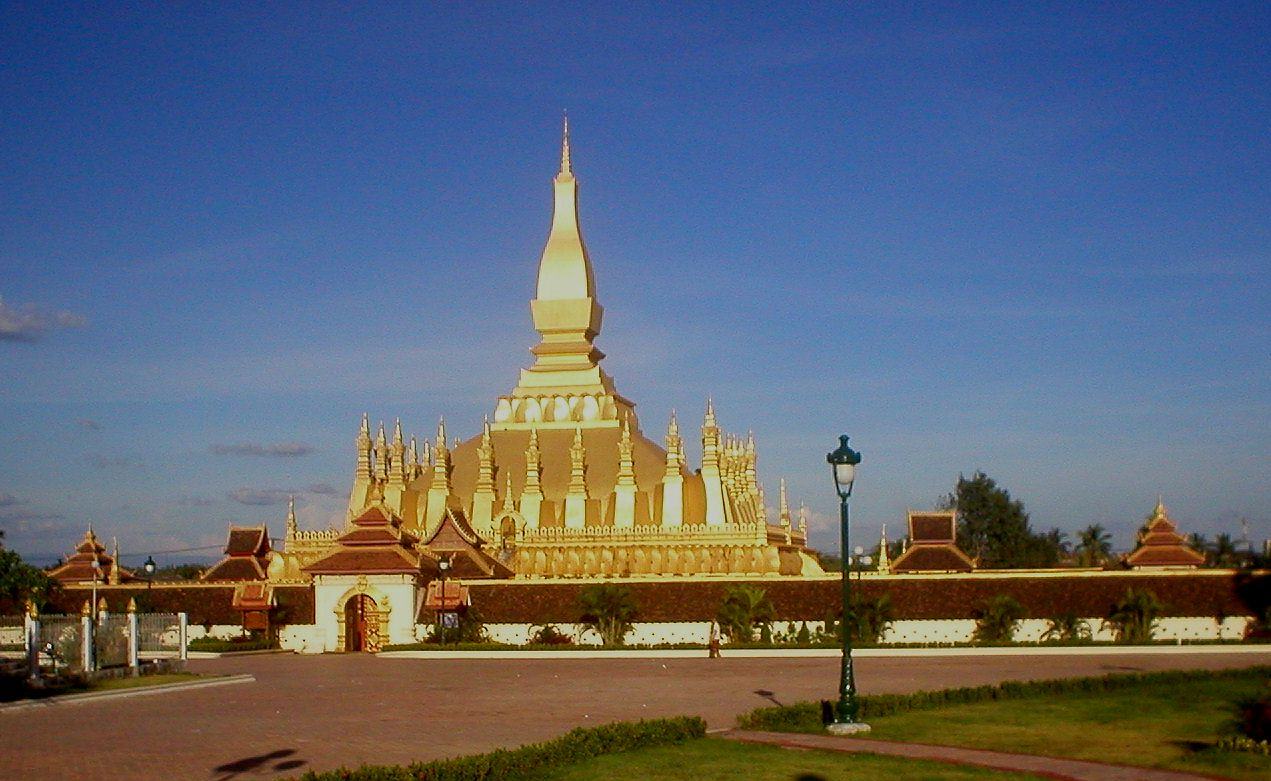
Le That Luang à Vientiane.
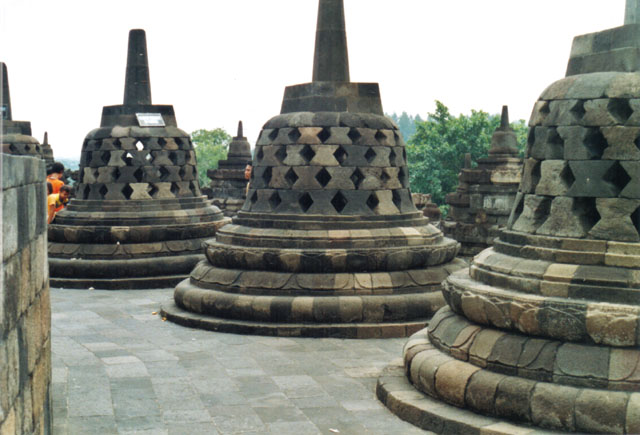
Stûpas ajourés à Borobudur.
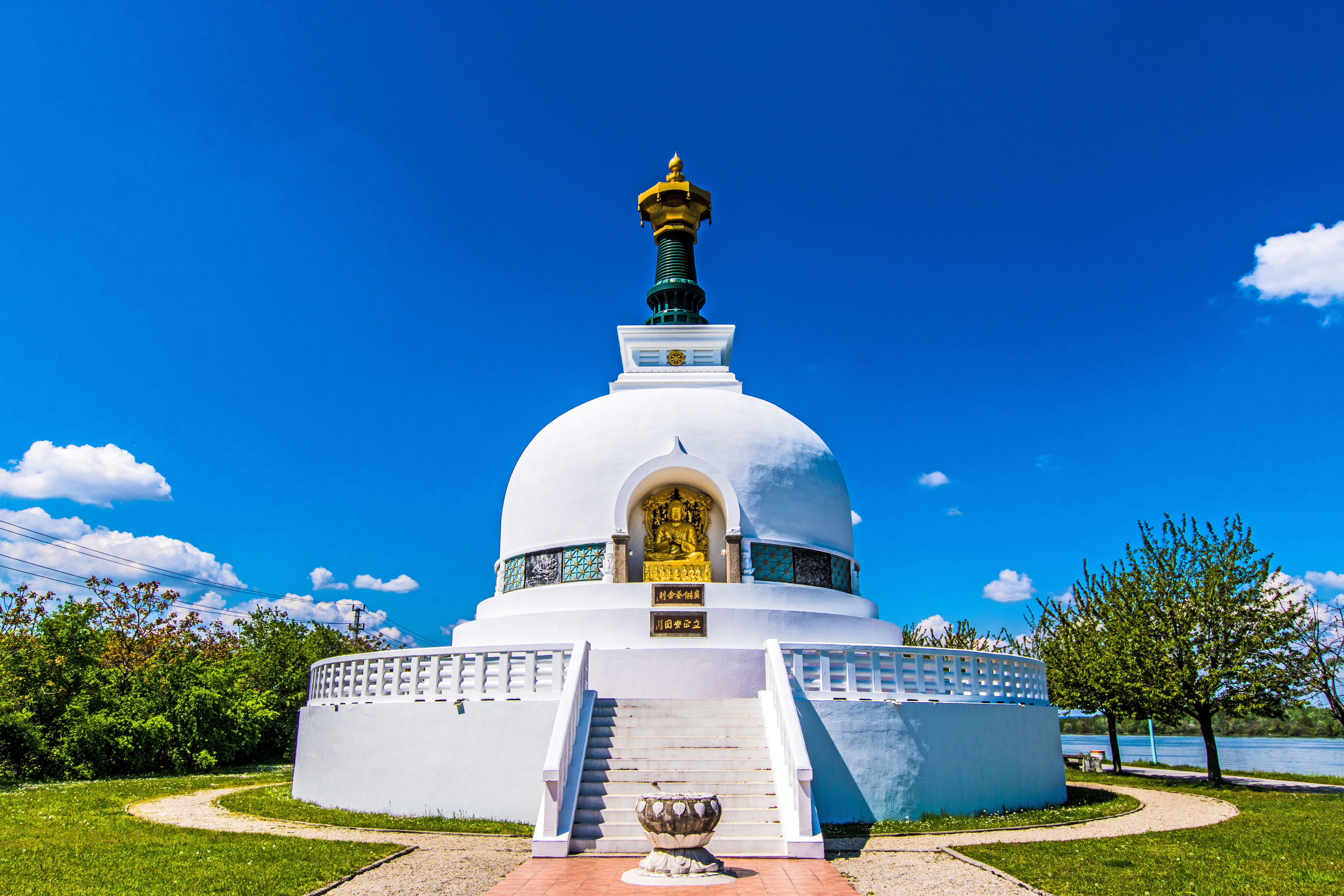
Pagode de la paix, construite sur une des rives du Danube, à Vienne, Autriche, 1983.

## Noms locaux desstūpas
- pâli : thûpa, dâgoba
- tibétain : chörten
- népalais : chaitya[9]
- birman : dagon, paya, zedi
- thaï : thât, chedi
- laotien : thât
- khmer : chetdei, chedey
- vietnamien : thap
- mongol : suwurghan, suburghan
- chinois : ta, ta-lin
- coréen : tap, budo
- japonais : tō, sotoba.